# La signora dalle camelie (film 1934)
La signora dalle camelie (La Dame aux camélias) è un film del 1934 diretto da Fernand Rivers sotto la supervisione di Abel Gance che appare anche come produttore della pellicola.

## Trama
1. ↑  Nulla-osta dell'edizione italiana, italiataglia.it